# Сакаджавея
Сакаджаве́я (Sacagawea, [ˌsækədʒəˈwiːə], близько 1788—1812) — молода жінка з племені лемгі-шошонів (проживали на території нинішнього штату Айдахо), що подорожувала разом з експедицією Льюїса і Кларка у ролі перекладачки і провідниці під час їхнього дослідження західних Сполучених Штатів. З експедицією пройшла тисячі миль від Північної Дакоти до Тихого океану між 1804 і 1806 роками та допомогла дослідити тоді щойно придбані обширні території американського Заходу. Сакаджавея говорила на кількох індіанських діалектах, налагоджувала контакти з місцевими племенами. Коли експедиція зіткнулась із загоном лемгі, завдяки Сакаджавеї від них вдалось отримати коней, провіант та дах, що дозволило експедиції досягти Тихого океану.

## Життєпис
Перша згадка про Сакаджавею в щоденнику М. Льюїса:
До нас заходив француз на ймення Шарбонно (Charbonneau), котрий говорить на мові великопузих, він хотів найнятися і повідомив, що дві його скво були з індіанського племені шошонів, ми найняли його, щоб він пішов з нами і взяв одну зі своїх дружин для перекладу з шошонської. — 4 листопада 1804  
Про вдалу зустріч з братом Сакаджавеї Льюїс пише:
Приїхав Кларк з перекладачем Шарбонно та індіанкою, котра виявилась сестрою вождя Кеймехуейта. Зустріч цих людей була по-справжньому зворушлива, особливо між Са-ка-гар-ве-я ті індіанкою, котра потрапила в полон в один час з нею, і потім втекла від міннетарі й повернулась до свого народу. — 17 серпня 1805
Сакаджавея вказувала знайомі їй шляхи, наприклад, 6 липня 1806 року — через перевал Гіббонса, а 13 липня 1806 — через перевал Бозмана.
Крім перекладацької діяльності в переговорах з шошонами, головним для експедиції був політичний бік супроводу: присутність Сакаджавеї вказувала на мирні наміри загону. У. Кларк писав: «Індіанська жінка служить свідоцтвом цим людям про наші дружні наміри, оскільки в цих краях жінка ніколи не супроводжує бойовий загін індіанців» та «жінка Шарбонно, нашого перекладача, примиряє всіх індіанців, адже в наших дружніх намірах присутність жінки з загоном чоловіків слугує символом миру».

## Культурна значимість
Сакаджавея стала важливою частиною легенди про Льюіса і Кларка у національній уяві американців. Національна американська асоціація жінок-суфражисток початку XX століття обрала її символом жіночої важливості та незалежності, ініціювавши декілька статуй та меморіальних дощок в її честь та поширюючи історію її досягнень.
У 2000 році Монетний двір США випустив на її честь однодоларову монету, де зображені Сакаджавея і її син. Оскільки не існує прижиттєвих зображень Сакаджавеї, обличчя на монеті було списане з сучасної жінки з шошонів Ренді'Л Ге-доу Тетон.
Сакаджавея зображена на монеті в 1 долар починаючи з 2000 року і по теперішній час — так званому «доларі Сакаджавеї».
У 2001 році Сакаджавея отримала звання почесного сержанта армії від тодішнього президента Білла Клінтона.
Сакаджавея увійшла до монументального феміністичного артпроєкту Джуді Чикаго "Звана Вечеря" (The Dinner Party), покликаного вшанувати вклад жінок в історію західної цивілізації. Їй було присвячене місце з іменною скульптурною тарілкою та оздобленим рушником, стилістика та деталі яких відбивали життєвий шлях Сакаджавеї.
Сакаджавея стала персонажем кількох романів і кінофільмів, у тому числі франшизи «Ніч у музеї», мультсеріалу «Сімпсони» в епізодах Margical History Tour і Treehouse of Horror.

## Також
- Список дослідниць та мандрівниць